# ESC BAC ASP
L'ESC BAC ASP és un club nord-català de Rugbi a 15 de les poblacions d'Espirà de l'Aglí, Baixàs i Paretstortes, fundat l'any 1968 després de la fusió entre l'Espira Sporting Club i el Baixas Athletic Club, i que actualment milita al Campionat de França de Promoció d'Honor, setena divisió del rugbi francès.

## Terrenys de joc
- Le Vieux Stade: Fins a l'any 1968 va ser el terreny de joc de l'Espira Sporting Club i a partir de la fusió amb el Baixas Athletic Club, va passar a ser conjuntament amb l'Stade Serge Torreilles, el terreny de joc de l'ESC BAC. Actualment compagina aquesta funció amb l'altra terreny de joc de l'Espirà de l'Aglí, l'Stade Les Portes de l'Agly, l'Stade Serge Torreilles de Baixàs i l'Stade Jacques Janzac de Paretstortes. El club considera Le Vieux Stade, com al camp talismà del club.[1]
- Les Portes de l'Agly: L'altre terreny de joc de la població de l'Espirà de l'Aglí, que compagina com a terreny de joc de l'ESC BAC ASP amb Le Vieux Stade, l'Stade Serge Torreilles de Baixàs i l'Stade Jacques Janzac de Paretstortes[2]
- Stade Serge Torreilles: Fins a l'any 1968 va ser el terreny de joc del Baixas Athletic Club i a partir de la fusió amb l'Espira Sporting Club, va passar a ser terreny de joc de l'ESC BAC, funció que encara fa actualment conjuntament amb Le Vieux Stade i Les Portes de l'Agly, de l'Espirà de l'Aglí i l'Stade Jacques Janzac de Paretstortes. Porta el nom de l'històric jugador de la Unió Esportiva Arlequins de Perpinyà, Serge Torreilles, que amb el club Sang & Or va proclamar-se campió de França i del Challenge Yves Du Manoir l'any 1955, a part de ser president de l'ESC BAC ASP de 1971 a 1986.[3]
- Stade Jacques Janzac: Fins a l'any 1985 va ser el terreny de joc de l'Association Sportive Peyrestortes, i a partir de la fusió amb l'ESC BAC, va passar a ser també terreny de joc de l'ESC BAC ASP, compaginant-ho amb Le Vieux Stade i Les Portes de l'Agly de l'Espirà de l'Aglí, i l'Stade Serge Torreilles de Baixàs.[cal citació]